# Фетиш-мода

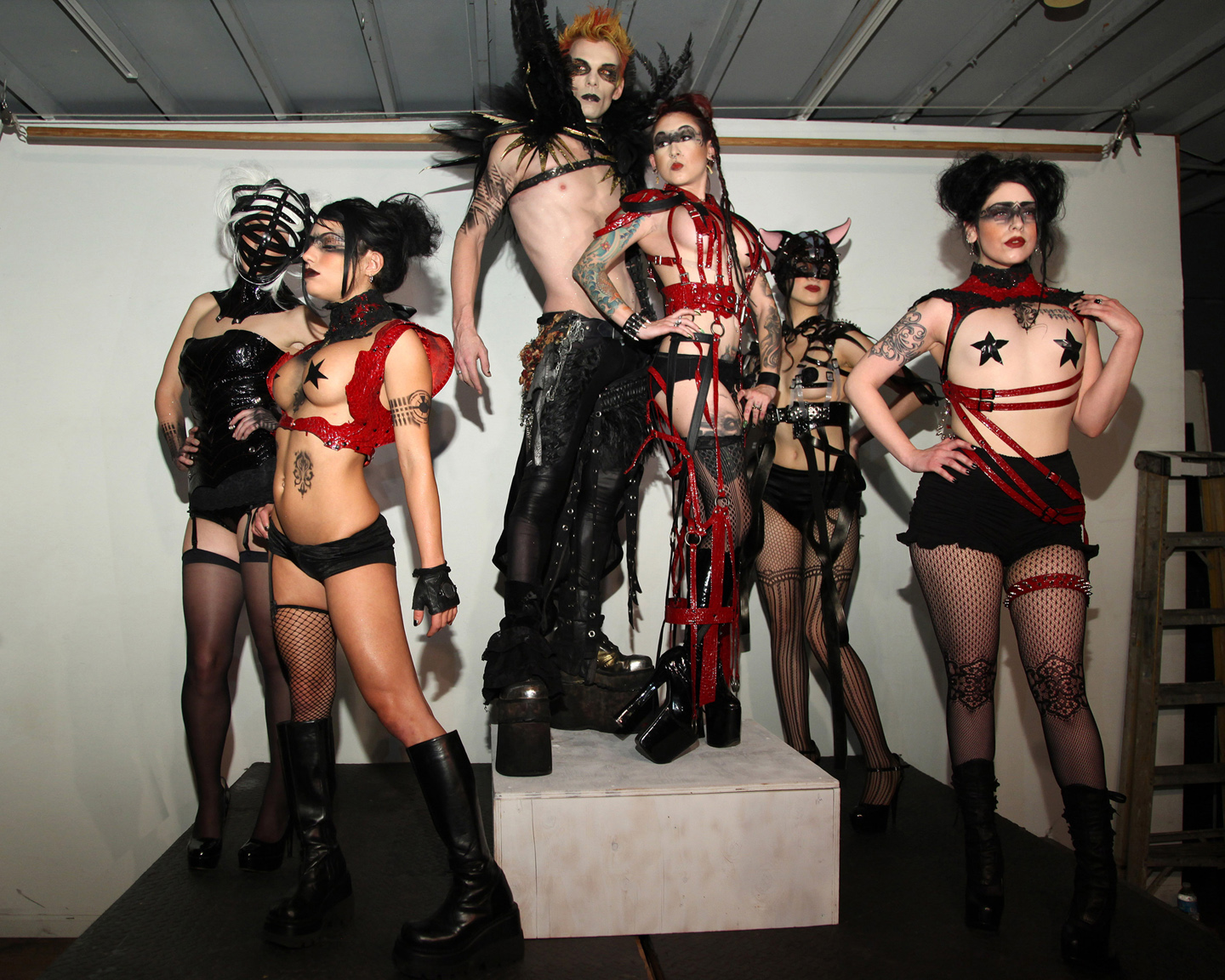
2012, Лос-Анджелес

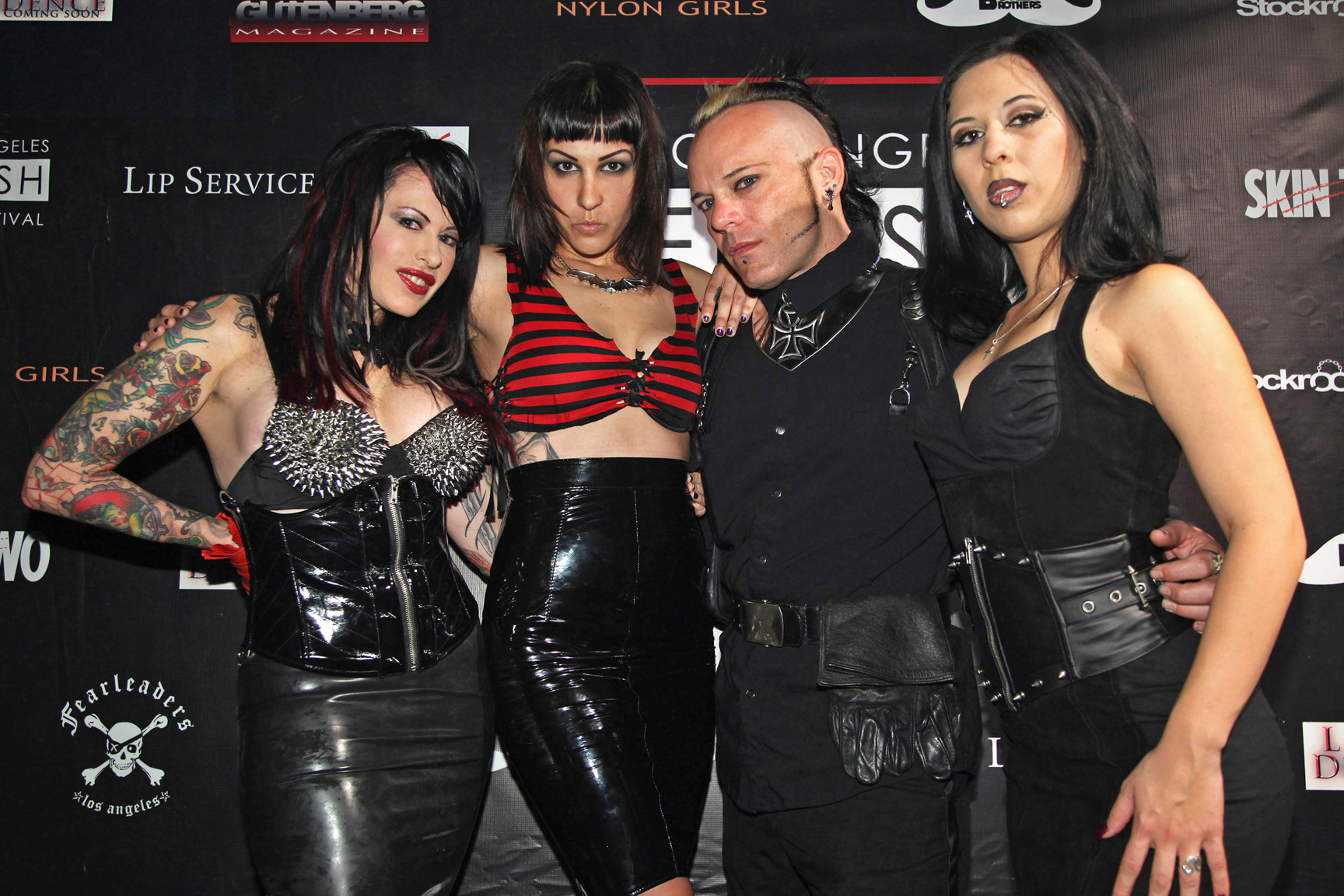
Модели на сцене

Фети́ш-мода — направление моды, включающее одежду и аксессуары эпатажных и провокационных стилей.
Это направление довольно популярно на Западе. В костюмы фетиш-стиля одеты супергерои многих кинофильмов и поп-музыканты (Мадонна, Rammstein, Леди Гага, получившая за это награды в фетиш-евроконкурсе, и др.). В России течение малопопулярно.

## Разновидности
Стили фетиш-моды включают симпатии к таким видам одежды, как: латекс, обтягивающая одежда, мокрая одежда, мокрая и грязная одежда, костюмы, используемые в БДСМ и сексуальном фетишизме, другие стили одежды, например, различные униформы и тому подобное.
Элементы фетиша используются разными субкультурами, например:
- Высокая мода — гламурные костюмы от известных кутюрье, используемые популярными артистами. Окрас может быть как светлых цветов, так и чёрным.
- Готическая мода — исторический стиль, преобладают чёрные цвета и символика католических кладбищ.
- Кибер-готы имеют готический стиль, но присутствуют яркие, часто ядовитые, эпатажные цвета. В одежде могут иметь респираторы, электрические провода, и т. п.
- Индустриальщики могут не иметь готических элементов и тяги к чёрному цвету. В ряде фантастических фильмов жанра киберпанк используется облегающая латексная одежда серебристых («космических») или белого («медицинского стерильного») цветов. Больше симпатизируют технологическим элементам одежды (включая средства химической и биологической защиты, скафандры), походной одежде (зачастую грязной — WAM-фетиш), и стилю милитари.
- Фетиш экстремистского уклона. Присутствуют элементы стиля милитари и часто нацистский символизм[6][7]. Популярен у НС-скинхедов и в БДСМ. Обыгрывается во множестве фильмов боевиков/ужасов, например: Матрица, Обитель зла, Другой мир, Железное небо, и др.
- БДСМ — включает обтягивающую одежду чёрных цветов, хлыст, часто фуражку[7], иногда элементы нацистской эстетики[6].

Существуют журналы о фетиш-моде, например, Marquis.